# مملسة متحملة للإثانول
مملسة متحملة للإثانول (الاسم العلمي: Pediococcus ethanolidurans) هي نوع من البكتيريا تتبع جنس المملسة من فصيلة الملبنات.